# Rumänien i olympiska sommarspelen 1972
Rumänien deltog med 159 deltagare vid de olympiska sommarspelen 1972 i München. Totalt vann de tre guldmedaljer, sex silvermedaljer och sju bronsmedaljer.

## Medaljer

### Guld
- Gheorghe Berceanu - Brottning, grekisk-romersk stil, lätt flugvikt.
- Nicolae Martinescu - Brottning, grekisk-romersk stil, tungvikt.
- Ivan Patzaichin - Kanotsport, C-1 1000 meter.

### Silver
- Ion Alexe - Boxning, tungvikt.
- Valeria Bufanu - Friidrott, 100 meter häck.
- Argentina Menis - Friidrott, diskuskastning.
- Ivan Patzaichin och Serghei Covaliov - Kanotsport, C-2 1000 meter.
- Aurel Vernescu, Mihai Zafiu, Roman Vartolomeu och Atanase Sciotnic - Kanotsport, K-4 1000 meter.
- Dan Iuga - Skytte, fripistol, 50 meter.

### Brons
- Victor Dolipschi - Brottning, grekisk-romersk stil, supertungvikt.
- Vasile Iorga - Brottning, fristil, mellanvikt.
- Cornel Penu, Alexandru Dincă, Gabriel Kicsid, Ghiță Licu, Cristian Gaţu, Roland Gunes, Radu Voinea, Simion Schöbel, Gheorghe Gruia, Werner Stöckl, Daniel Marin, Adrian Cosma, Valentin Samungi, Constantin Tudosie och Ştefan Birtalan - Handboll.
- Maria Nichiforov och Viorica Dumitru - Kanotsport, K-2 500 meter.
- Ștefan Tudor, Petre Ceapura och Ladislau Lovrenschi - Rodd, tvåa med styrman.
- Nicolae Rotaru - Skytte, kortdistans 60 skott liggande.